# Jantarny
Jantarny (biał. Янтарны; ros. Янтарный, Jantarnyj) – osiedle na Białorusi, w obwodzie homelskim, w rejonie homelskim, w sielsowiecie Pakalubiczy. Od południa graniczy z Homlem.
Znajduje się tu magazyn produktów naftowych należący do Biełarusnafty. W pobliżu zlokalizowana jest stacja kolejowa Soż, położona na wschodniej obwodnicy kolejowej Homla.